# Hermannus van Halen

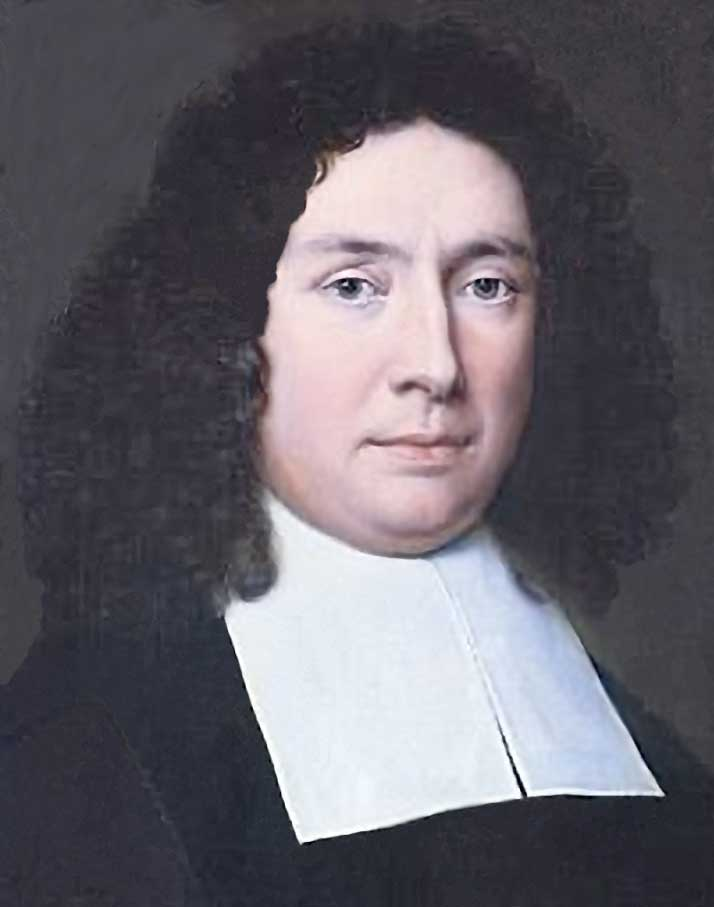
Hermannus van Halen

Hermannus van Halen (auch: Hermann, Herman; * 30. August 1633 in Utrecht; † 1. März 1701 ebenda) war ein niederländischer reformierter Theologe.

## Leben
Van Halen war der Sohn von Bartholomeus van Halen und Lucretia Bijlart. In seinen Kinderjahren zogen seine Eltern nach Zaltbommel und er wuchs bei seiner Tante in Utrecht auf. 1650 bezog er die Universität Utrecht, wo er sich anfänglich Studien an der philosophischen Fakultät widmete und später die theologischen Vorlesungen von Gisbert Voetius, Johannes Hoornbeek und Andreas Essenius besuchte. 1658 wurde er Pfarrer in Klein Ammers (Ammerstol) und 1664 ging er in gleicher Eigenschaft nach Utrecht. Hier wurde er in die damals in Utrecht herrschenden theologischen Auseinandersetzungen mit Frans Burman verwickelt.
Nach dessen Tod brachte er sein einziges Werk Judicium de positionibus quibusdam Franequeranis in classe Ultrajectina nupera ventilatis. Addita Dissertatione de providentia Divina, Reali et Morali (Utrecht 1680) heraus. Am 14. März 1681 wurde er von den Kuratoren der Utrechter Hochschule zum außerordentlichen Professor der Theologie berufen, welches Amt er mit der Rede De fatis populi am 19. April desselben Jahres antrat. Unter Petrus van Mastricht promovierte er am 12. Oktober 1682 zum Doktor der Theologie. Er wurde 1683 ordentlicher Professor der Theologie und hielt Vorlesungen zur Kirchengeschichte.
Van Halen war ein Anhänger der näheren Reformation, der sich jedoch gegenüber den Anhängern der Föderaltheologie des Johannes Coccejus zurückhaltend verhielt. Einzig ist hier eine Auseinandersetzung mit Hermann Alexander Roëll bekannt, in der er seinen Gottesbezug preisgibt. Zudem hatte er sich auch an den organisatorischen Aufgaben der Utrechter Akademie beteiligt und war 1689/90 sowie 1699/1700 Rektor der Alma Mater. Eigentlich war er mehr unauffällig gewesen und nach seinem Tod weigerten sich die anderen Professoren der Theologie, ihm seine Leichenpredigt zu halten. Dies übernahm Pieter Burman der Ältere, der ihn als moderaten und friedfertigen Menschen schildert.
Van Halen war zwei Mal verheiratet. Seine erste Ehe schloss er 1664 mit Petronella († 1692), Tochter des Christiaan de Cupere und seiner Frau Maria Magnus. Aus dieser Ehe stammt eine Tochter. Seine zweite Ehe ging er mit Catharina Elisabeth, Tochter des Petrus de Meyer und dessen Frau Josina van Aerbout, ein. Sie überlebte ihren Gatten.

## Weblink
- Catalogus Professorum Academiae Rheno-Traiectinae

| Personendaten    | Personendaten                          |
| ---------------- | -------------------------------------- |
| NAME             | Halen, Hermannus van                   |
| ALTERNATIVNAMEN  | Halen, Hermann von; Halen, Herman van  |
| KURZBESCHREIBUNG | niederländischer reformierter Theologe |
| GEBURTSDATUM     | 30. August 1633                        |
| GEBURTSORT       | Utrecht                                |
| STERBEDATUM      | 1. März 1701                           |
| STERBEORT        | Utrecht                                |